# ریچی مولر
ریچی مولر (انگلیسی: Richy Müller؛ زادهٔ ۲۶ سپتامبر ۱۹۵۵) یک هنرپیشه اهل آلمان است.
از فیلم‌ها یا برنامه‌های تلویزیونی که وی در آن نقش داشته است می‌توان به تریپل اکس اشاره کرد.